# Tanystylum sinoabductus
Tanystylum sinoabductus är en havsspindelart som beskrevs av Bamber, R.N. 1992. Tanystylum sinoabductus ingår i släktet Tanystylum och familjen Ammotheidae. Inga underarter finns listade i Catalogue of Life.